# Cyrille Maret
Cyrille Maret (n. 11 august 1987, Dijon, Franța) este un judocan ce a reprezentat Franța, medaliat olimpic. A participat la o ediție a Jocurilor Olimpice (2016) în care a câștigat o medalie de bronz.

## Participări
Lista de mai jos prezintă principalele competiții la care a participat Cyrille Maret de-a lungul carierei.
- Judo nos Jogos Olímpicos de Verão de 2016 - Até 100 kg masculino[*]